# Les Tireux d'Roches
Les Tireux d'Roches est le nom d'un groupe musical québécois fondé en 1998, issu de la région de la Mauricie. 
Ils explorent les sonorités laissant libre cours à une expression nouvelle issue du folklore traditionnel québécois. Conteurs-musiciens-chansonniers, ils jouent d'un grand nombre d'instruments (violoncelle, bouzouki, guitare, banjo, saxophones, clarinettes, accordéon, flûte, harmonica).
Membres actuels:
- Denis Massé
- Dominic Lemieux
- Pascal Per Veillette
- Luc Jason Murphy
- David Robert

Anciens membres :
- Francis d'Octobre
- Mario Giroux
- Anne Tessier
- Fred Pellerin
- Jeannot Bournival

## Discographie
- Tapiskwan Sipi (2021)
- Tarmacadam (2017)
- Live au Trou du Diable (2015)
- XO 15 ans d'âge (2014)
- Cé qu’essé ? (2010)
- Roche, Papier, Ciseaux (2006)
- J’joue mon air (2002)
- La Boite à Silence (1999)